# Robert Miethe
Robert Karl Miethe (* 28. Juli 1877 in Lippe a.d. Ostsee; † 7. April 1975 in Quilpué (Chile)) war ein deutscher Windjammer-Kapitän der Hamburger F. Laeisz Reederei und Kap Hoornier.

## Leben
Robert Miethe wurde in einem Dorf an der Ostsee, dem Fischer-Hafen Lippe an der Hohwachter Bucht, geboren. Bereits im Alter von neun Jahren wusste er, wie man mit einem Ruder- oder Segelboot umgeht. Da sich die Schule auf der anderen Seite eines Sees befand, war die kürzeste Route im Sommer mit dem Boot und im Winter mit Ski oder Schlitten. Später betätigte er sich auch praktisch in diesen Sportarten. Häufig begleitete er die Fischer auf ihren Fahrten in benachbarte Häfen. Er liebte das Leben am Meer und war bereits mit 15 Jahren mit den Segelschiffen vertraut, die zwischen Deutschland, Dänemark, Schweden und sogar Russland verkehrten. Anfang 1892 schiffte er sich als Schiffsjunge auf einem dieser Ostsee-Schoner ein. Er musste alle Arbeiten erledigen, die an Bord notwendig waren, vom Rudergänger bis zum Koch, und die Arbeitszeiten wurden durch das Licht der Sonne und manchmal auch durch das Licht des Mondes geregelt. Und wenn nötig, arbeiteten sie Tag und Nacht. Das Essen auf diesen Schiffen war im Allgemeinen gut und sie aßen alle aus demselben Topf. Nach zwei Jahren harten Lebens und Lernens auf diesen Schonern verlängerte er seine Reisen weiter: Er erreichte die britischen, niederländischen und belgischen Häfen, ging aber nicht über den Ärmelkanal hinaus. Die Versuchung des Meeres war jedoch zu stark in ihm und er ging nach Hamburg auf der Suche nach anderen Routen. Zu dieser Zeit war die Segelschifffahrt im Aufschwung und er ging an Bord der Bark Pamelia der Reederei F. Laeisz . Seine erste Reise ging bis an die Westküste von Südamerika nach Chile, wo er im April 1894 den Hafen von Valparaiso erreichte.
Bis 1899 fuhr er ununterbrochen auf verschiedenen Segelschiffen, bis er sich zum Jahresende in Hamburg an der Navigationsschule einschrieb. Mitte 1900 erlangte er sein Steuermanns-Patent und fuhr als Zweiter Steuermann, jetzt hinter dem Hauptmast, auf der Elsflether Bark Apollo zwischen Kapstadt und Australien.
Nach zwei Jahren kehrte er nach Deutschland zurück und leistete seine Wehrpflicht in Kiel in der Marine-Garnison ab. Erneut ging er nach Hamburg an die Navigationsschule und erlangte im April 1904 das Kapitänspatent für Große Fahrt. Zwei Reisen unternahm er für die Laeisz-Reederei auf der Bark Promt als Erster Steuermann. In dieser Zeit zog er nach Hamburg, heiratete 1905 seine Frau Margarethe, geb. Benrath.

## Maritime-Laufbahn
1906–1908 Vollschiff Pampa (RJHN)     

Stapellauf der Pamir 1905 auf der Werft von Blohm + Blohm & Voss

Er wurde im Alter von 28 Jahren zum Kapitän ernannt und machte zwei Chile-Rundreisen.
1908–1912 Viermast-Bark Pitlochry (RKCM)    

Unter seiner Führung machte das Schiff vier Chile-Rundreisen. Ein Jahr danach, nach 19-jähriger Dienstzeit, einer Weltumsegelung und 23 Rundreisen nach Chile und zurück kollidierte sie unter dem Kommando von Kapitän Heinrich Horn am 28. November 1913 schuldlos südwestlich der Scilly-Inseln im Atlantik auf Position 47° 20′ N, 8° 6′ W und ging unter. Die gesamte Besatzung wurde gerettet.
1911–1912 Viermast-Bark Pamir (RNVF)    

Sie war die kleinste und stabilste der letzten acht für F. Laeisz gebauten Viermastbarken und Miethe urteilte über sie: Das Schiff war wohl etwas voll gebaut und daher schwerer durch das Wasser zu prügeln, dagegen war es in allen Teilen stark erstellt.
Er fuhr sie, wie seine Vorgänger, die Pamir auf Salpeterfahrten nach Nord-Chile (Südamerika) eingesetzt, auf denen sie den damals wichtigen Chilesalpeter – Düngemittel und Grundstoff für die Munitionsherstellung – nach Europa transportierte.
1912–1914 Fünfmast-Bark Potosi (RKGB)    

Während ihrer 28. Reise unter Kapitän Robert Miethe lief das Schiff in Valparaiso am 23. September 1914 ein, wo es infolge des inzwischen ausgebrochen 1. Weltkrieges interniert wurde, und er verließ das Schiff.

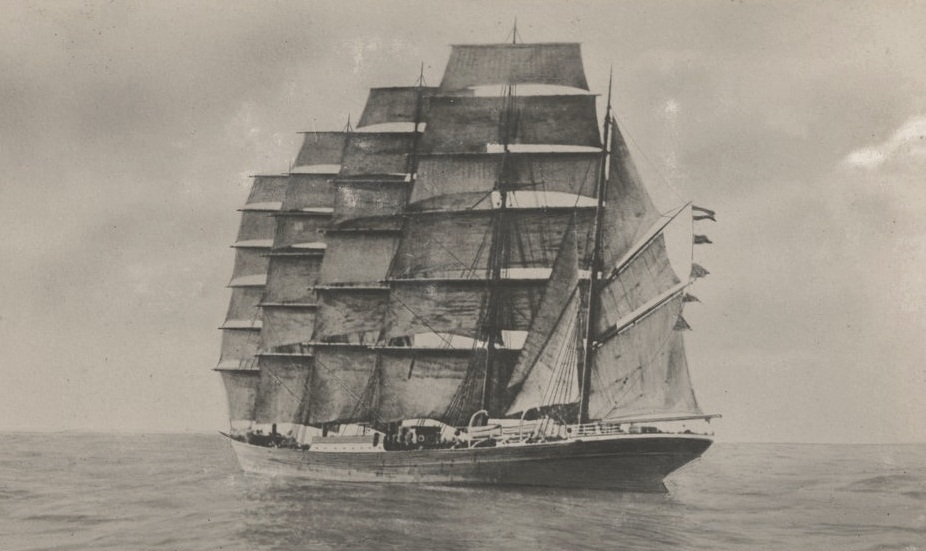
Potosi unter vollen Segeln

1919 erwarb er das chilenische Patent Capitan de Alta Mar und am 26. Januar 1920 verlieh ihm der Präsident Emilio Sanfuentes die chilenische Staatsangehörigkeit. Er lebte fortan mit seiner Familie in Valparaiso. Bis 1922 ist er vor der chilenischen Küste auf verschiedenen Schiffen als Kapitän gefahren, beendete nach mehr als 45-facher Kap Hoorn-Umsegelung seine maritime Laufbahn und übernahm danach in Landstellung die Leitung als Jefe deBahía bei der Soc. Muelles de la Poblacion Vergara in Valparaíso.
1942 im Dezember verlor er seine Stellung und ließ sich infolgedessen pensionieren und ging in den Ruhestand.
Als erfolgreicher Segelschiff-Kapitän und Kap Hoornier hat er sich in der Internationalen Bruderschaft der Kaphoorniers als A.I.C.H. Albatros seit 1956 und in den späteren Jahren auch international engagiert.

## Sonstiges/Ehrungen
- 1956 als Albatros eingetreten in die Amicale,  A.I.C.H.  Mitgliedsnummer 78- A- 56.
- 1959 Cap Horniers-Medaille Pour le Mérite erhalten